# O Porto do Barqueiro

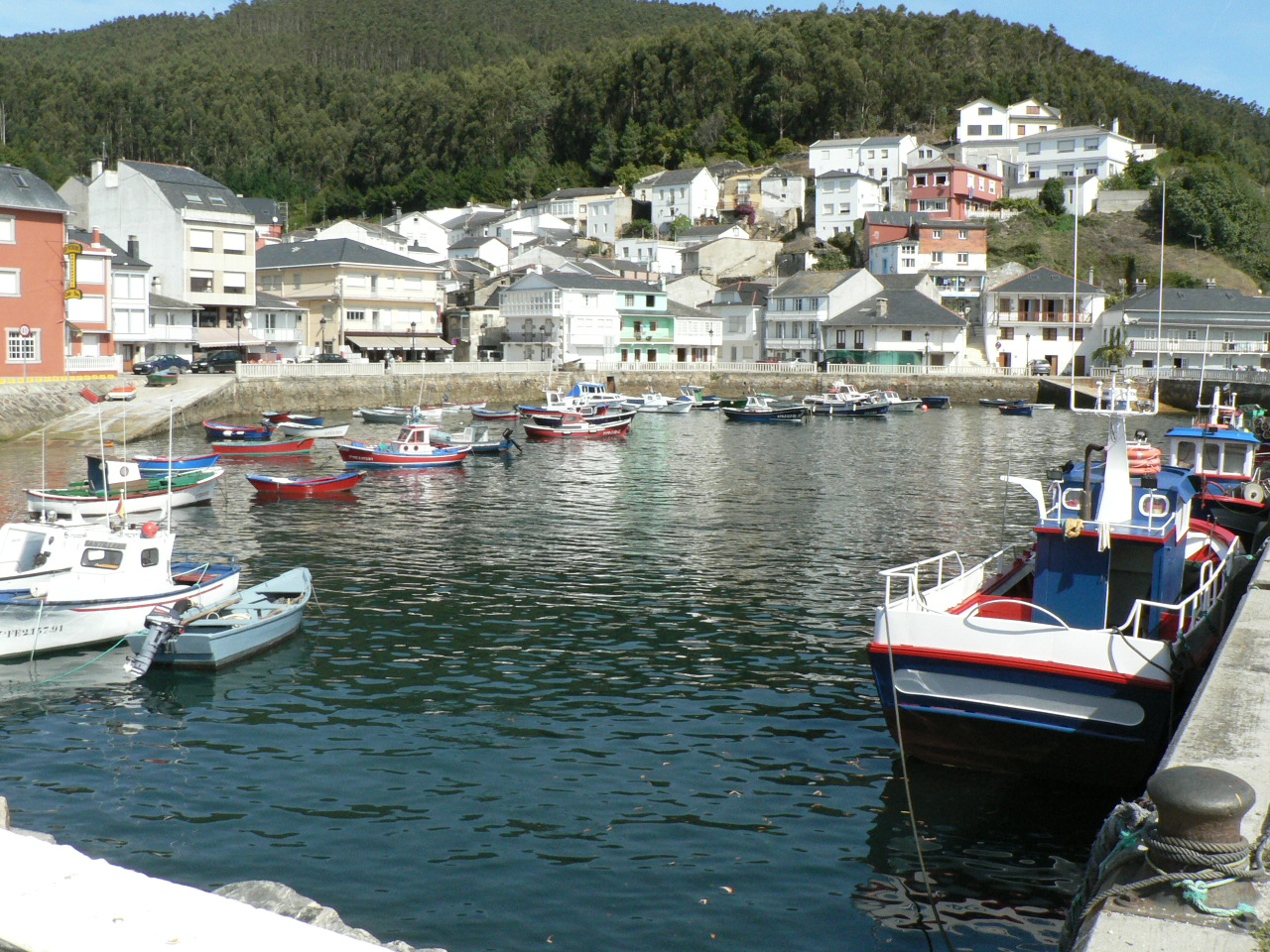
Port d'O Barqueiro

O Porto do Barqueiro és una localitat costanera, capital del municipi gallec de Mañón, a la província de la Corunya. Pertany a la parròquia de Mogor i tenia el 2011 una població de 547 habitants.
Es troba al sud-oest de la ria d'O Barqueiro, la més septentrional de la província de la Corunya i de les Rías Altas, a la costa cantàbrica. El seu port és un dels principals atractius turístics del municipi.

## Galeria d'imatges

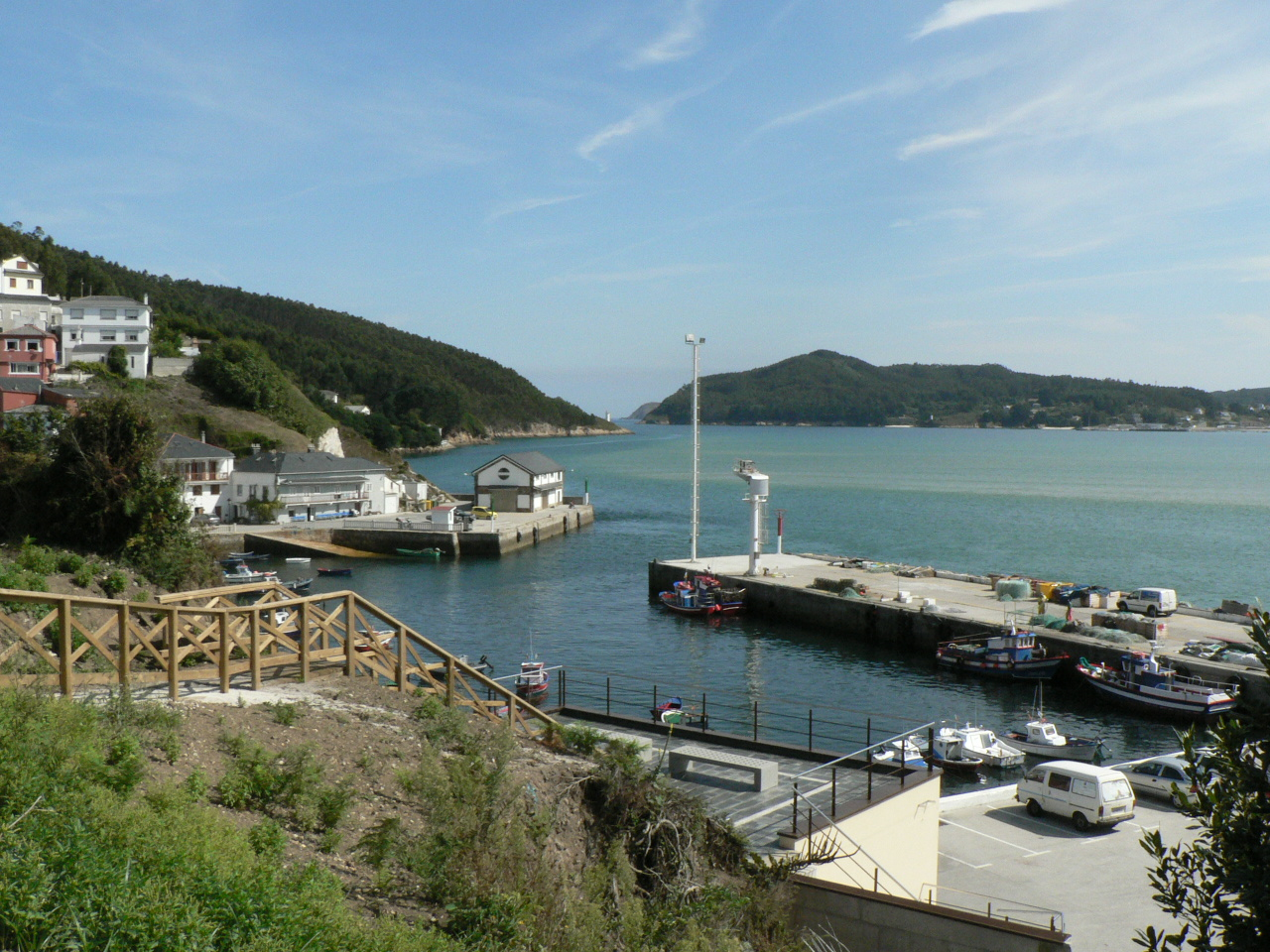
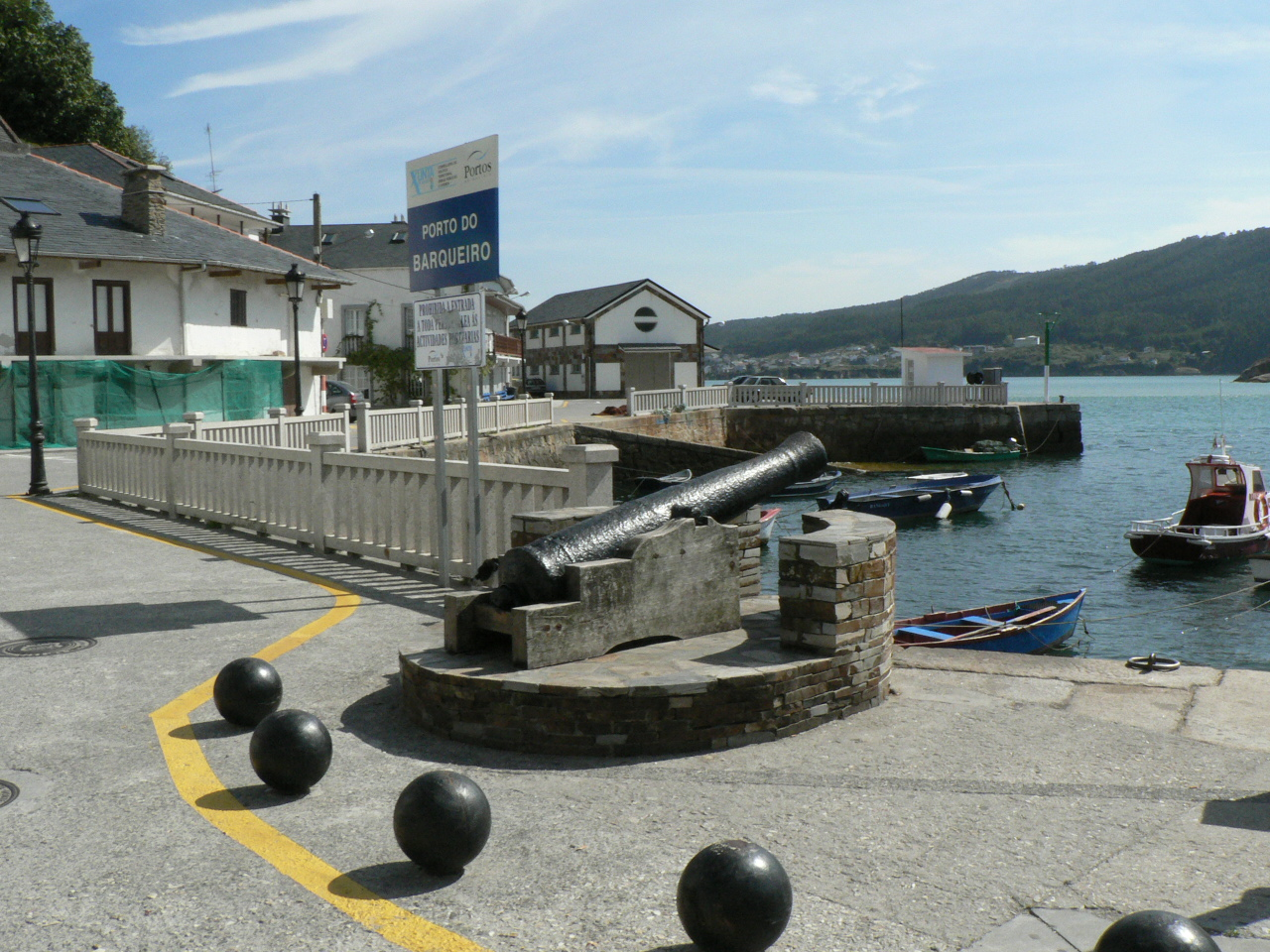
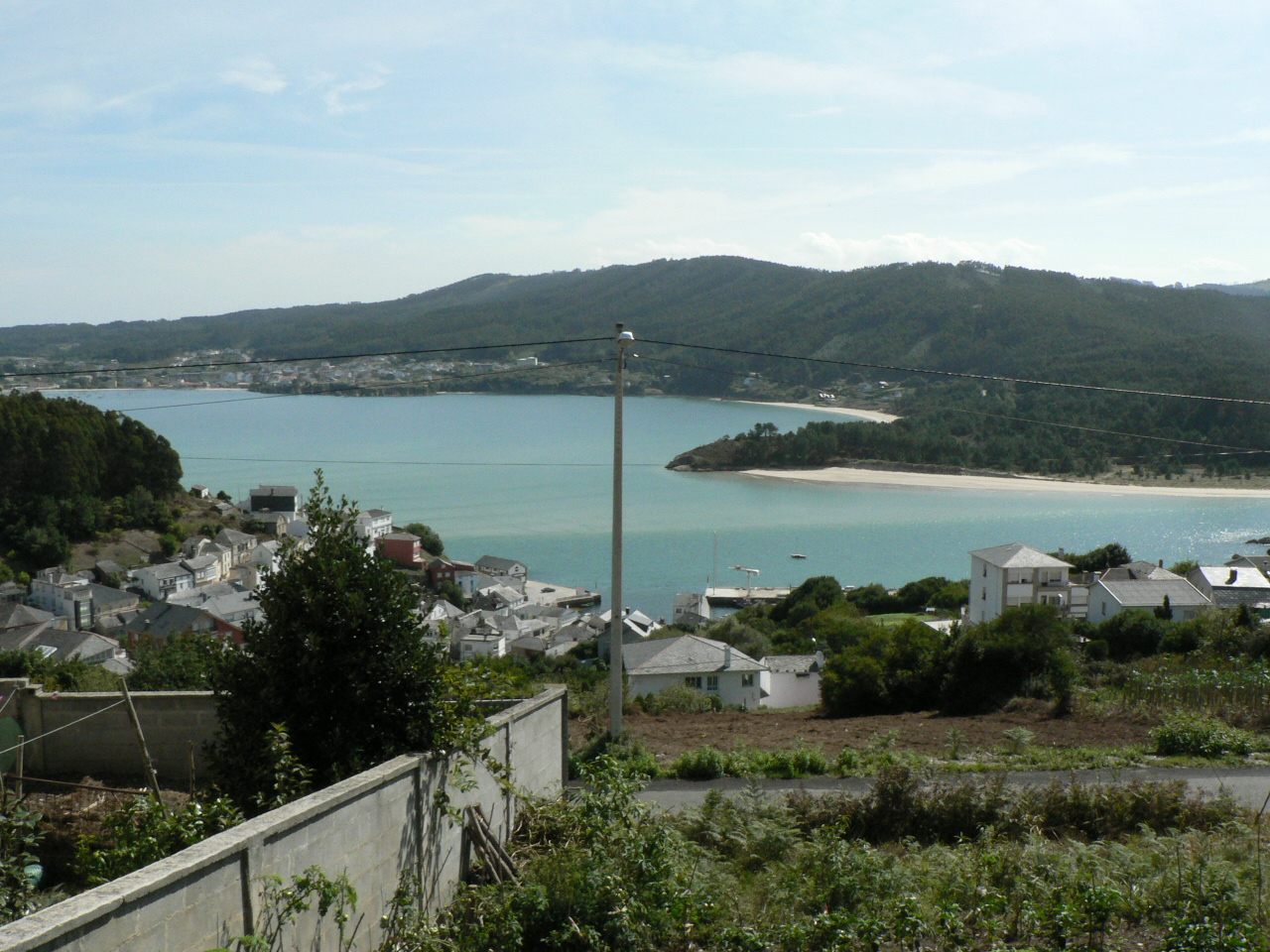
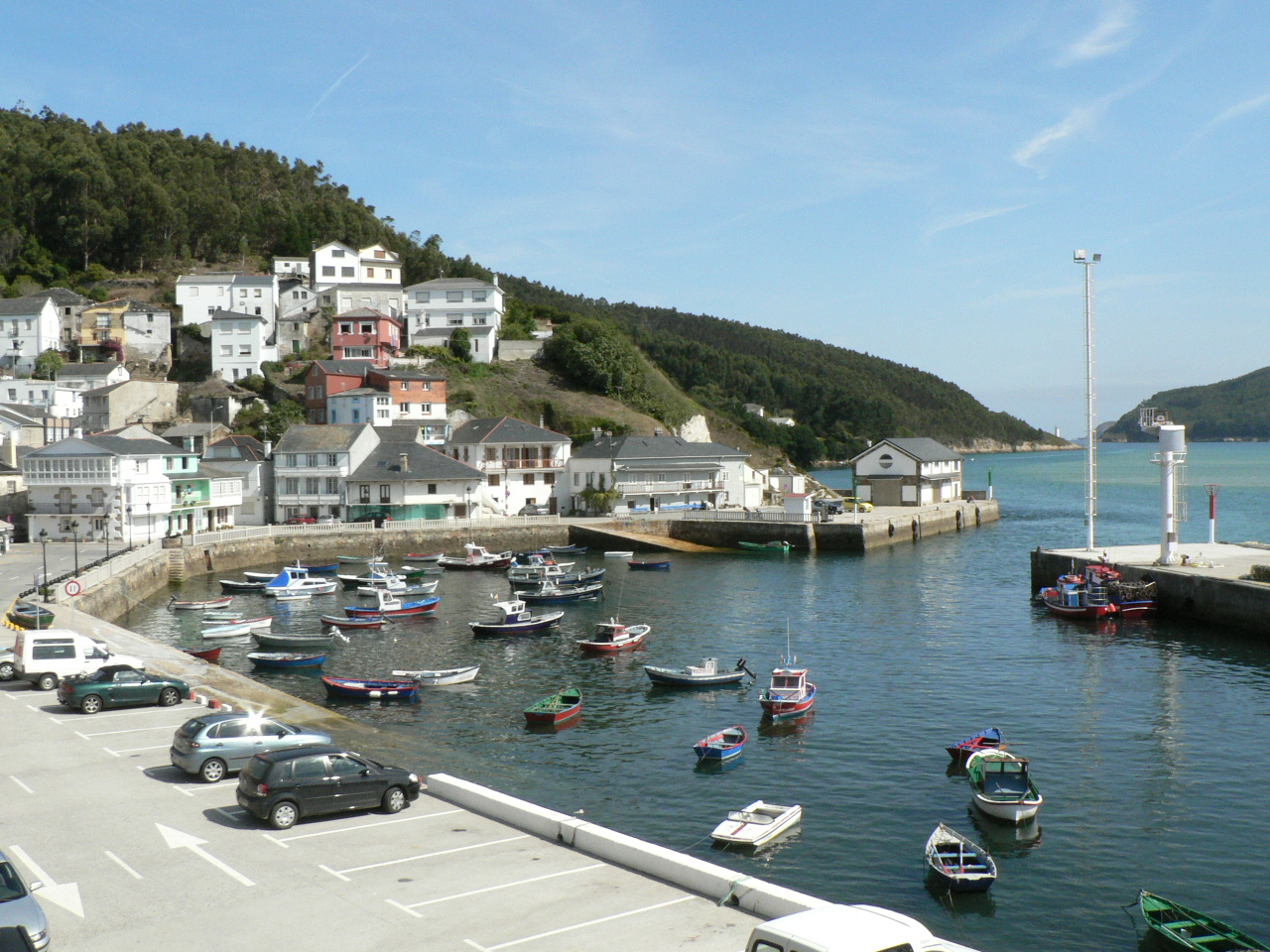